# Sarn
Sarn foi uma comuna da Suíça, no Cantão Grisões, com cerca de 141 habitantes. Estendia-se por uma área de 7,60 km², de densidade populacional de 19 hab/km². Confinava com as seguintes comunas: Portein, Präz, Safien, Tartar.
A língua oficial nesta comuna era o Alemão.

## História
Desde 1 de janeiro de 2010 faz parte da comuna Cazis, resultado da fusão das comunas Cazis, Portein, Präz, Sarn e Tartar.